# سيفبيراميد
سيفبيراميد Cefpiramide هو مضاد حيوي من زمرة السيفالوسبورينات الجيل الثالث. يبلغ نصف عمره 4.44 ساعة.
سيفبيراميد هو من مركبات السيفالوسبورينات فعال ضد الزائفة الزنجارية. لديه مجموعة واسعة من النشاط المضاد للبكتيريا. سيفبيراميد يعمل عن طريق تثبيط بكتيريا جدار الخلية الحيوي. وكانت نصف العمر لسيفبيراميد في بلازما الأرانب والكلاب والقرود يستغرق وقتا أطول بكثير من تلك التي لالسيفوبيرازون والسيفازولين.

## الخواص

### الصيغة الكيميائية
C 25 H 24 N 8 O 7 S 2

## الاستخدام الطبي
يستخدم لعلاج الإصابات الشديدة بالزائفة الزنجارية.

## آلية العمل
الفعل القاتل للجراثيم يعود لتثبيطه لاصطناع الجدار الخلوي الجرثومي وذلك لان لديه إلفة عالية للارتباط مع البروتينات الرابطة للبنسيلينات.

## الآثار الجانبية
الآثار السلبية التالية تظهر عند تعاطي جرعة مفرطة وتشمل: غثيان وإقياء, وإسهال, ضيق شرسوفي، وتشنجات.